# アングリー・セブン
『アングリー・セブン』は、2002年4月9日から同年9月17日までフジテレビ系列局で放送されていたバラエティ番組である。フジテレビとスタープロジェクトの共同製作。放送時間は毎週火曜 19:00 - 19:54 （日本標準時）。

## 概要
前番組『直撃!!ウワサの5人』のリニューアル番組で、国民の怒りをテーマにした企画を展開していた。司会は引き続き和田アキ子と渡辺徹とガダルカナル・タカが務めていた。

## 出演者

### 司会
- 和田アキ子
- 渡辺徹
- ガダルカナル・タカ

### 番組シンボル
- 大仁田厚

### パネラー
- 加藤茶（ザ・ドリフターズ）
- 千秋
- 早見優

## スタッフ
- 構成：外山信行、森和盛、山谷隆、たむらようこ、きたむらけんじ、工藤ひろこ
- プロデューサー：金田耕司（フジテレビ）、本間謙二（スタープロジェクト）
- 技術協力：ニユーテレス、FLT、麻布プラザ
- 美術協力：シミズオクト
- 収録スタジオ：TMC砧スタジオ
- 制作：フジテレビ、スタープロジェクト